# Tosca (nome)
Tosca  è un nome proprio di persona italiano femminile.

## Varianti
- Maschili: Tosco[1][2]

## Origine e diffusione

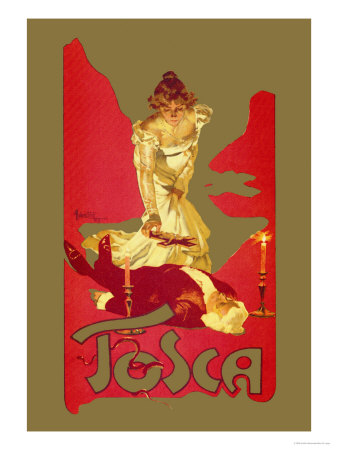
Locandina della Tosca di Puccini del 1899

Deriva dal cognomen etnico e poi nome latino Tuscus e Tusca, che vuol dire "originario della Tuscia" (ossia l'Etruria, nella moderna Toscana).
In epoca moderna, il nome gode di una certa diffusione ed è accentrato in Toscana ed Emilia-Romagna, attestato quasi solo al femminile; sebbene sia stato portato anche da una santa di Verona, il suo uso odierno è da attribuirsi pressoché esclusivamente al melodramma di Puccini Tosca o, in misura minore, all'omonimo dramma di Sardou da cui è tratto.

## Onomastico
L'onomastico viene festeggiato in memoria di santa Tosca, vergine eremita presso Verona, commemorata insieme a santa Teuteria il 5 maggio (anticamente da sola, il 10 luglio). Al maschile si ricordano poi alcuni altri santi, tutti però non riportati dal martirologio romano, attestati solo negli Acta Sanctorum o in altre fonti analoghe:
- 27 giugno, san Tosco, martire in Spagna[4]
- 10 settembre, san Tosco, martire in Africa[4]
- 17 novembre, san Tosco, martire a Cartagine[4]

## Persone
- Tosca, cantante e attrice teatrale italiana
- Tosca D'Aquino, attrice, comica e conduttrice televisiva italiana

## Curiosità
- Tosca è il cognome (e non il nome, come spesso erroneamente ritenuto) della protagonista dell'omonima opera lirica di Giacomo Puccini.
- Tosca Tassorosso è un personaggio della serie di romanzi e film Harry Potter, creata da J. K. Rowling.